# Impala
Impala (Aepyceros melampus - z řeckého αιπος, aipos = vysoký a κερος, ceros = roh + melas = černá a pous = noha) je středně velká africká antilopa. Jde o jediný druh podčeledi Aepycerotinae a rodu Aepyceros.

## Popis
Samci impaly váží 45 až 80 kg a jejich výška v kohoutku bývá 80 až 95 cm. Samice je většinou menší a váží 40 až 60 kg. Rohy jsou černé, až 90 cm dlouhé a lyrovitě stočené. Vyskytují se pouze u samců. Hlava je celkově malá, oči poměrně velké a uši úzké a zašpičatělé. Zbarvení impal je převážně rudohnědé, na bocích světle hnědé a na břiše světlé. Na hlavě se od nosu k čelu a mezi ušima táhne černý pruh. Pro impaly jsou charakteristické i 2 černé pruhy na hýždích a černá skvrna na spěnkách. Obě pohlaví se přitom zbarvením nijak neliší.

## Rozšíření
Vyskytuje se v savanách na území Keni, Tanzanie, Svazijska, Mosambiku, Namibie, Botswany, Zambie, Zimbabwe, jižní Angoly, severozápadní Jihoafrické republiky a Ugandy. Populace druhu je přitom odhadována na 2 miliony jedinců.

## Způsob života

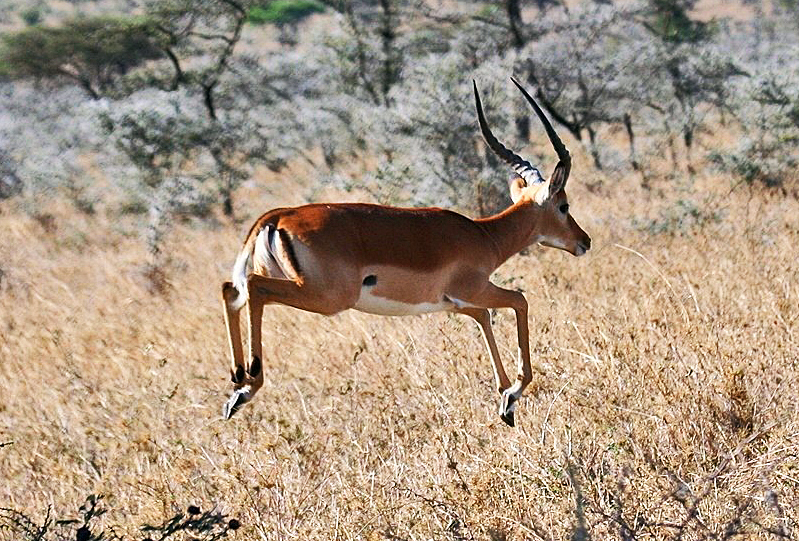
Skákající impala

Impaly jsou přizpůsobivé, vždy se však zdržují nedaleko vodních ploch. Živí se převážně travinami a listy stromů. Samice s mláďaty tvoří během období dešťů stáda čítající až 200 kusů. Dospělí samci si obhajují teritoria a stáda samic, která na jejich území vstoupí, začnou bránit od ostatních dospělých samců. Každé ze samic se přitom v případě potřeby snaží samec zabránit v tom, aby jeho teritorium opustila. Mladí samci jsou ze stád vyhnáni a shlukují se proto do menších mládeneckých skupin.
Březost trvá zpravidla 7 měsíců, samice rodí většinou 1 mládě. Rodící samice opouští stádo a po porodu vytváří s jinými kojícími samicemi menší skupinky. V jedné z nich přitom může být až 20 mláďat, která často nechávají ve skrytu keřů i zcela osamocená, častěji však s dozorem. Mláďata kojí po dobu 4 až 6 měsíců a ke stádu se s nimi opět připojují, až když jsou dostatečně odrostlá. V období sucha samci impal svá teritoria opouštějí a tvoří společně s jinými skupinami velká smíšená stáda. Impaly se poměrně často projevují hlasitým frkáním. Na vyrušení reagují rychlým útěkem, doprovázeným až 10 m dlouhými a 3 m vysokými skoky, při kterém mohou dosáhnout rychlosti až 90 km/h (podle jiných údajů 80 km/h při běhu na vzdálenost 1500 m). Hlavní hrozbu pro ně představují levharti, gepardi, lvi a psi hyenovití.
Dožívá se 12-15 let.

## Poddruhy
Počet poddruhů není ustálen (některé zdroje uvádějí až 6), na základě výsledků mitochondriální DNA analýzy však bývají v současné době uznávány obvykle 2:
- Impala černočelá (Aepyceros melampus petersi)
- Impala jihoafrická (Aepyceros melampus melampus)